# Strippers vs Werewolves
Strippers vs Werewolves ist eine britische Horrorkomödie von Jonathan Glendening aus dem Jahr 2012.

## Handlung
Vor Jahren wurde ein Londoner Stripclub Opfer einer Werwolf-Attacke. Clubbesitzerin Jeanette sprengte den Club und entkam so dem Massaker. Sie leitet heute den Stripclub Vixens. Jack Ferris hat die Nachfolge von Tapper, der sich selbst im Gefängnis H.M. Chaney Prison einsperren ließ, als Rudelführer übernommen. Beide wissen nichts von dem Überleben des anderen.
Das ändert sich, als Stripperin Justice während einer Privatvorführung von einem Werwolf angefallen wird und diesen mit einem silbernen Kugelschreiber tötet. Zwar lassen sie die Leiche verschwinden. Doch die Werwolfgruppe macht sich auf die Suche nach ihrem verschwundenen Freund. Zu dieser Gruppe gehört auch Justices Freund Scott, der  Justice beim Sex versehentlich ebenfalls in eine Werwölfin verwandelt.
Hilfe finden sie in Ravens Freund Sinclair, einem Okkultisten, der jedoch auf Vampire spezialisiert ist. Er steht dem Stripclub zunächst nur für Beratung zur Verfügung, da er sich selbst gerade in einer ausweglosen Lage zu befinden scheint.
Schließlich kommt es zu einer entscheidenden Schlacht zwischen Stripperinnen und Werwölfen, an deren Ende der Club erneut gesprengt wird. Sinclair verstaut die Leichenteile der Werwölfe in Einmachgläsern und verhindert so, dass sie sich wieder zusammensetzen können. Da die meisten Stripperinnen zwischenzeitlich durch das Werwolf-Virus infiziert sind, überleben sie die Explosion. Gemeinsam mit Sinclair gründen sie eine Art okkulter Einsatzgruppe, die gegen andere übernatürliche Wesen vorgeht.
Nach dem Abspann sieht man, wie Tapper sich aus dem Gefängnis befreit.

## Hintergrund
Bei dem Film handelt es sich um eine Direct-to-DVD-Produktion. Jonathan Glendening arbeitete während den Dreharbeiten mit dem britischen Filmproduzenten Jonathan Sothcott, bekannt für die Carry-On-Filmreihe, zusammen. Um diesen entstand ein Finanzierungsskandal, von dem auch Strippers vs. Werewolves betroffen war. So erhielt Glendening für die gesamte Arbeit am Film lediglich 4000 Britische Pfund. Nach der Fertigstellung wurde er gefeuert und die Kontrolle über den Schnitt wurde ihm entzogen. Von der letzten Schnittfassung, die weiterhin seinen Namen trug, zeigte er sich wenig begeistert.
An Gaststars konnten Robert Englund und Alan Ford gewonnen werden, die jedoch nur wenig Screentime bekamen. Martin Kemp (Spandau Ballet) hat ebenfalls einen Auftritt als Werwolf im Film, jedoch keine Dialogzeile.
Der Film erschien im Vereinigten Königreich am 27. April 2012. In Deutschland wurde der Film am 4. August 2012 auf dem Cinestrange Filmfestival uraufgeführt. Eine DVD- und Blu-Ray-Fassung erschien am 1. August 2013 über Sunfilm. Am 10. August 2018 wurde der Film in der Reihe Die schlechtesten Filme aller Zeiten des Fernsehsenders Tele 5 ausgestrahlt.

## Kritiken
Die Redaktion von Cinema vergab einen von fünf Sternen und bewertete den Film folgendermaßen: „Der Billigbritfilm hätte gern den Esprit von ‚Shaun of the Dead‘ oder die Energie von ‚From Dusk Till Dawn‘, hat aber außer ein bis zwei launigen Sprüchen und vier bis sechs blanken Brüste nichts zu bieten. Geld für Verwandlungseffekte fehlte auch, darum gibt’s nur lahme Masken. Fazit: Möchtegernkult, der sich für komisch hält.“